# Cross Roads, Texas
Cross Roads là một thị trấn thuộc quận Denton, tiểu bang Texas, Hoa Kỳ. Năm 2010, dân số của thị trấn này là 1563 người.

## Dân số
- Dân số năm 2000: 603 người.
- Dân số năm 2010: 1563 người.